# Etiopía en los Juegos Paralímpicos de Pekín 2008
Etiopía estuvo representada en los Juegos Paralímpicos de Pekín 2008 por dos deportistas masculinos. El equipo paralímpico etíope no obtuvo ninguna medalla en estos Juegos.